# Hertugdømmet Holsten
 "Holstein" omdirigeres hertil. For andre betydninger af Holstein, se Holstein (flertydig).
Hertugdømmet Holsten (tysk: Herzogtum Holstein) lå på et område mellem Ejderen og Elben, oprindeligt et grevskab, men fra 1474 hertugdømme som rigsumiddelbart len i Det Tysk-Romerske Rige.
Holsten har historisk set haft den særlige skæbne, at området til trods for sin overvejende tysksprogede befolkning fra middelalderen til 1864 og indirekte derefter har været påvirket af forbindelsen med Danmark. Med undtagelse af tiåret 1806-16 under og umiddelbart efter Napoleonskrigene var Holsten formelt en del af en tysk statsdannelse eller statsforbund. Alligevel var det fortrinsvis skiftende danske kongers politik og de økonomiske forbindelser med kongeriget Danmark, der styrede udviklingen i Holsten, mens Holsten på sin side formentlig har øvet større indflydelse på Danmarks historie end noget andet område uden for kongeriget.
Den stærke gensidige påvirkning skyldes flere forhold:
Geografisk ligger Holsten som et bindeled mellem Jylland og de danske øer på den ene side og det europæiske fastland med den vigtige fristad hansestad og handelsknudepunktet Hamborg på den anden. Holstens beliggenhed har i almindelighed været fordelagtig for hertugdømmets udvikling: mod nord lå de kongerigske dele af helstaten, der både afsatte landbrugsvarer sydpå og var aftager af forarbejdede varer sydfra, mod syd lå de befolkningsrigeste dele af det tysksprogede område med et vedvarende stort behov for forsyninger af alle slags, og ved Elben lå Hamborg, en fristad og blandt de største og mest betydningsfulde handelscentre i Nordvesteuropa med en yderst omfattende skibsfart. Ydermere havde hertugdømmet gode forudsætninger for industriel udvikling, hvilket skulle få betydning både i 1814-1864 og senere. Holsten havde god landbrugsjord og et højt landbrugsfagligt niveau, hvilket sammen med de gode afsætningsmuligheder i det øvrige Nordtyskland gjorde hertugdømmet til et godt sted at samle rigdom.
Politisk indebar de danske kongers hertugelige rettigheder i Holsten, at de nærmest uundgåeligt blev inddraget i begivenheder sydpå. Det gælder ikke mindst Christian 4., men også andre danske konger måtte forholde sig til begivenhederne ved Elben og syd herfor. Sikringen af de danske kongers rettigheder i Holsten over for andre rettighedshavere spillede således en hovedrolle i deres udenrigspolitik.
Talrige holstenere fandt desuden vej til Danmark og spillede en afgørende rolle både i kongerigets indre forhold og i udenrigspolitikken. Særlig holstenske højadelsslægter som Rantzau, Reventlow, Ahlefeldt og Holstein har spillet en vigtig rolle i danmarkshistorien. Kulturelle og økonomiske strømninger fra det øvrige Europa kom næsten altid til Danmark via Holsten. Mindre kendte, men ikke mindre betydningsfulde er de danskere, der fandt vej til Holsten som arkitekt C. F. Hansen.

## Grænser
Hertugdømmet Holsten (her forstået i dets oprindelige udstrækning) grænser mod nord til Sønderjylland (eller Hertugdømmet Slesvig), hvorfra det adskilles ved Ejderen, mod øst til Østersøen, det oldenborgske Lübeck, fristaden Lübeck og Mecklenburg, mod syd til Lauenburg og til Hamborg og provinsen Hannover, hvorfra det skilles ved Elben, og endelig mod vest til Vesterhavet. Mellem Lübeck Bugt og Kiel Bugt ligger halvøen Wagrien, der skilles fra den frugtbare ø Femern ved det 320 m brede og 3 m dybe Femern Sund. Mellem Elbens og Ejderens stærkt udvidede mundinger skærer den brede bugt ved Meldorf sig fra Vesterhavet ind i Ditmarsken.
Holsten omfatter de fire gamle landskaber:
1. Stormarn mellem floderne Bille, Trave og Stör
2. Holsten mellem Schwentine, Ejderen, Gieselau og Stör
3. Wagrien mellem Schwentine, Trave og Østersøen samt
4. Ditmarsken mellem Elbens og Ejderens mundinger

hertil må endnu henregnes herskabet Pinneberg (med Altona) og grevskabet Rantzau, i alt 8453 km2.

## Landskab og jordbundsforhold
Jordbunden i Holsten består i den østlige del af moræneler, der danner et bakkelandskab, hvor det fremherskende skovtræ er bøgen, og i hvis fordybninger der findes talrige søer, navnlig mellem Plön og Eutin. Det såkaldte holstenske Schweiz ved Plön og Eutin (Bungsberg 164 m) er dele af et stort bakkedrag dannet som endemoræner under den senere del af istiden. Vest herfor breder store sandede hedesletter sig, afbrudt af bakkeøer, et langt mindre frugtbart land end det østlige Holsten, men veldyrket. Langs vestkysten strækker marsken sig i en bredde af mellem 7 og 22 km; den når intet sted over 5 m over havet og ligger flere steder under havets overflade, så at den må beskyttes ved diger. Ved afsætning af nyt ler fra havet og ved inddigning udvides marsken stadig;.
Med undtagelse af Elben udspringer næsten alle floderne i selve landet. Til Elben løber Delvenau, Bille, Alster, Pinnau, Krückau og Stör. Ejderen, der for en del danner Holstens nordgrænse, modtager bifloderne Jevenau og Gieselau. Schwentine løber til Kiel Fjord og Trave til Lübeck Bugt.
Blandt de talrige søer kan nævnes Plön sø (31 km2), Selenter sø og Warder sø, der gennemstrømmes af øvre Trave, Westensø og Flemhuder sø, der gennemstrømmes af Ejderen øvre Løb.

## Mineraler
Af mineraler forekommer gips og stensalt ved Segeberg, hvor det 91 m høje Segeberg Kalkbjerg består af anhydrit og gips, og ved Oldesloe saltkilder, der tidligere brugtes til udvinding af husholdningssalt; ved kysten findes rav.

## Klima
Klimaet er mildt på grund af havets nærhed: Middeltemperaturen for januar er ca. 0 °C, for juli ca. 17 °C, den årlige regnmængde ca. 63–77 cm.

## Holstens politisk-administrative historie
Holstens politisk-administrative historie kendetegnes ved at flere slægter havde eller tiltog sig arveret til dele af landet for derefter snart at opsplitte dem mellem arveberettigede sønner, dels samle dem igen, når denne eller hin arveberettigede linje uddøde. En af de arveberettigede slægtslinjer udgjordes af de danske konger, og den opnåede efter århundreders opslidende forhandlinger og aftaler endelig den fulde arveret til hele Holsten – for blot at miste det hele, da de nationale strømninger slog igennem og for både Holstens (og Sønderjyllands) vedkommende bevirkede, at tysksprogede og tysksindede kræfter tog overhånd støttet af Preussen, der derefter kastede vrag på deres forhåbninger om et selvstændigt slesvig-holstensk hertugdømme og indlemmede hele området i riget alene med den ret, der tilkommer den vindende krigsmagt. Holstenerne har – modsat sønderjyderne – aldrig fået muligheden for ved en fri afstemning at tilkendegive sit forhold til Danmark.

### Middelalderen indtil 1460
Området Holsten fik en meget omtumlet historie gennem det meste af Middelalderen. Det blev kastebold for et magtspil, hvor først de saksiske stammehertuger, så de danske konger og derefter deres egne, ambitiøse grever trak befolkningen gennem krige og skiftende vasalforhold. Til sidst mundede grevernes magt ud i en lang række af arvedelinger, og de blev først afsluttet i 1460, da stænderne i Holsten enedes med adelen i Slesvig om at vælge den danske kong Christian den 1. til hertug over Slesvig og greve af Holsten – mod at han skrev under på, at landene altid skulle forblive samlet og ikke måtte lægges ind under det danske rige.

### Tiden fra 1460 til 1773
Ifølge de privilegier Christian 1. havde måttet udstede for at opnå valg, skulle de to lande blive »evig udelt tilsammen«, og stænderne skulle efter hans død have frihed til at vælge en af hans sønner eller andre arvinger til herre. Men efter kongens død valgtes imidlertid begge hans sønner — Hans og Frederik — til hertuger i Holsten, landet var nemlig 1474 ophøjet til et hertugdømme, og da Frederik 1490 blev myndig, skred man til en deling, idet de to fyrster fik hver sit slot, Segeberg og Gottorp, hvortil lagdes efter indtægten af lige store stykker af begge hertugdømmer. Fælles blev derimod nu som senere stænderne: prælater, ridderskab og byer. 1523 -1544 udgjorde Holsten atter et hele, men det sidste år foretog man en ny deling, som skulle få langvarig betydning. Landet blev nemlig tredelt: mellem kong Christian 3. og hans to brødre, Adolf og Hans, hvis besiddelser imidlertid efter Hans' død 1580 tilfaldt de to andre linjer, den kongelige og den gottorpske. Ligeledes var Ditmarsken, som 1559 endelig var blevet erobret, blevet tredelt og senere tvedelt. Den gottorpske linje indførte 1608 førstefødselsret og udelelighed; 1650 fulgtes dens eksempel af den kongelige linje, men inden havde der fundet en udskiftning sted, idet Frederik 2. i 1564 overlod sin broder, Hans den Yngre, amtet Plön uden suveræne rettigheder. Det gik i arv til hans søn Joachim Ernst, deltes tid flere gange, men tilfaldt efter slægtens uddøen i 1761 ifølge en 1756 sluttet arvetraktat den kongelige linje og indlemmedes i den besiddelser. Begge linjer fik efter at linjen Schauenburg-Pinneberg 1640 var uddød, Pinneberg, men hertug Frederik 3. af Gottorp solgte 1649 sin del, amtet Barmbeck, til grev Christian Rantzau, som ved kejserlig bevilling deraf oprettede rigsgrevskabet Rantzau (1650).
Fællesregeringen ophørte i Slesvig efter 1713, da den gottorpske del af Slesvig tilfaldt kong Frederik 4.. Da den sidste greve, Christian Ditlev, 1721 var skudt på sin broders foranstaltning, inddrog Frederik 4. grevskabet, støttende sig på en arvetraktat af 1669. Hertugdømmet Holstens statsretlige forhold til det tyske rige havde i 1433 undergået den forandring, at forleningsretten fra Sachsen var gået over til biskoppen af Lübeck, der udøvede den i kejserens navn. Christian 3. påstod, at lensforholdet var fuldstændig ophørt men måtte 1547 anerkende, at hertugdømmet var et tysk rigslen, hvortil forleningsretten lå direkte hos kejseren og lade det optage i Den Nedersaksiske Kreds.
Fra hertugdømmet, hvor reformationen 1542 var blevet officielt indført ved antagelsen af en kirkeordinans, der væsentlig stemte overens med den danske af 1537, udskiltes i løbet af 17. århundrede stiftet Lubeck (Eutin), som 1561 var blevet evangelisk og fra 1586 næsten var at betragte som et holsten-gottorpsk secundogenitur; 1616 lod det sig for sidste gang repræsentere på landdagene. Tillige udsondrede Hamborg sig mere og mere fra Holsten; byen aflagde 1603 sidste gang hyldning som en hertugelig by, men opnåede 1770 sæde og stemme i den tyske rigsdag.

### Tiden fra 1773 til 1864
Gottorperne mistede under den Store nordiske Krig deres andel af Sønderjylland, men fik efter freden 1720 de holstenske besiddelser tilbage og beholdt dem, til de ved traktaten af 1767 og den endelige ratifikation af 21. maj 1773 mageskiftedes mod Oldenburg og Delmenhorst. Hele hertugdømmet Holsten var herefter samlet på den kongelige (danske) linjes hænder, og da det tyske rige opløstes 1806, inkorporeredes det ved patent af 9. september i det danske monarki, idet det dog kom til at høre til det i 1815 oprettede Tyske Forbund. Som hertug af Holsten var den danske konge vasal under det tysk-romerske rige til dets opløsning i 1806, men Holsten optoges 1815 igen i Det tyske Forbund, hvorefter den danske konge måtte tage visse hensyn til denne forbindelse. Forbindelsen med Danmark vedvarede under vekslende former, til Holsten sammen med Sønderjylland og Lauenburg ved Freden i Wien 1864 blev afstået til Preussen og Østrig, som ved freden i Prag 1866 overlod sin andel i retten til hertugdømmerne til Preussen.

## Tiden 1814-1864

### Administrative forhold
Holsten bestod af fire gamle landskaber: Holsten, Stormarn, Ditmarsken og Wagrien. De tre første udgjorde Nord- eller Transalbigien, en betegnelse, der skulle tilkendegive landområdets beliggenhed nord for Elben. Vagrien udgjorde det område, som tidligere havde været beboet af venderne. Hertugdømmet Holsten blev administrativt inddelt i 16 amter under 9 amtmænd og 2 landskaber under 2 landfogder som følger:
1. Rendsburg Amt
2. Bordesholm Amt
3. Kiel Amt
4. Cronshagen Amt
5. Plön Amt
6. Arensböck Amt
7. Cismar Amt
8. Neumünster Amt
9. Steinburg Amt
10. Segeberg Amt
11. Travendal Amt
12. Reinfeld Amt
13. Rethwisch Amt
14. Reinbek Amt
15. Tremsbüttel Amt
16. Trittau Amt

hvortil kom landskaberne
- Nordre Ditmarsken
- Søndre Ditmarsken

og
- Grevskabet Rantzau
- Herskabet Herzhorn
- Herskabet Pinneberg.[5]

### Demografi
I henhold til en folketælling i 1803 havde Hertugdømmet Holsten 325.743 indbyggere, hvoraf 267.708 i landdistrikterne, 58.035 i byerne. Det voksede i 1840 til 455.093, hvoraf 331.789 i landdistrikterne, 123.304 i byerne, i 1845 til 476.838 indbyggere, i 1855 523.528 indbyggere og i 1864 til 560.640 indbyggere. Flertallet boede i landdistrikterne, endnu i 1845 boede kun ca. 18% i byerne. 1845 havde Glückstadt som hertugdømmets hovedstad 5.884 indbyggere, mens Altona havde 32.200, Kiel 13.572 og Rendsburg 10.338 indbyggere; de øvrige byer havde under 10.000 indbyggere. Den altovervejende del af befolkningen tilhørte dette år den luthersk-evangeliske kirke, 735 var reformerte, 885 katolikker, 199 mennonitter, 19 medlemmer af den anglikanske kirke, 3.384 jøder – fortrinsvis i Altona; skønt jøder i kongeriget var blevet ligestillede borgere i 1814, skete det først i 1863 i Hertugdømmet Holsten.
| Område         | 1835   | 1840   | 1845   | 1855   | 1860   | Område              | 1835   | 1840   | 1845   | 1855   | 1860   |
| -------------- | ------ | ------ | ------ | ------ | ------ | ------------------- | ------ | ------ | ------ | ------ | ------ |
| Arensböck amt  | 6.966  | 6.865  | 8.064  | 8.454  | 8.963  | Rethwisch amt       | 2.562  | 2.478  | 2.756  | 2.871  | 2.894  |
| Bordesholm amt | 8.343  | 8.561  | 8.821  | 8.936  | 8.878  | Segeberg amt        | 12.630 | 13.274 | 15.287 | 16.756 | 17.495 |
| Cismar amt     | 5.142  | 5.211  | 5.865  | 6.058  | 5.918  | Steinburg amt       | 14.408 | 14.860 | 15.126 | 16.756 | 17.495 |
| Cronshagen amt | 2.203  | 2.333  | 2.342  | 2.556  | 2.572  | Traventhal amt      | 3.487  | 3.572  | 3.516  | 3.624  | 3.597  |
| Kiel amt       | 3.364  | 3.548  | 3.812  | 4.421  | 4.717  | Tremsbüttel amt     | 4.023  | 4.342  | 4.433  | 4.690  | 4.634  |
| Neumünster amt | 3.133  | 3.642  | 8.426  | 10.120 | 11.244 | Trittau amt         | 9.993  | 10.875 | 11.287 | 12.108 | 12.403 |
| Plön amt       | 3.072  | 3.042  | 2.389  | 2.326  | 2.333  | Herskabet Pinneberg | 11.338 | 11.665 | 38.353 | 44.609 | 47.742 |
| Reinbeck amt   | 5.688  | 5.976  | 6.276  | 6.981  | 7.189  | Grevskabet Rantzau  | 6.744  | 7.046  | 12.502 | 13.885 | 14.343 |
| Reinfeld amt   | 6.508  | 6.699  | 8.196  | 8.411  | 8.488  | Søndre Ditmarsken   | 20.244 | 28.343 | 34.607 | 38.216 | 40.615 |
| Rendsburg amt  | 18.538 | 19.352 | 19.134 | 22.339 | 23.497 | Nordre Ditmarsken   | 19.105 | 20.439 | 30.642 | 33.345 | 34.820 |

Holsten havde en langt større befolkningstæthed end kongeriget og hertugdømmet Slesvig: hvor den danske befolkning på øerne svingede fra 2.200 til 3.000 indbyggere pr. kvadratmil og i Slesvig fra under 1.000 til 2.300 (bortset fra øerne og enkelte egne omkring Flensborg og ved Slien, der lå højere), så lå Holsten i de nordlige egne på linje med Slesvig, resten som de danske øer eller endog langt højere (mellem 3.000 og 5.000 indbyggere pr kvadratmil). Særlig høj var befolkningstætheden langs Elbens nordlige bred, omkring Hamborg og ved Kielerfjorden, mens kun Ærø (der hørte under Slesvig) samt Bregninge sogn på Tåsinge (med skipperbyen Troense) og Øresundskysten kunne udvise en tilsvarende tæt befolkning i kongeriget.
Den stærke befolkningsfremgang i byerne fordelte sig både på byer og flækker:
| By            | 1769   | 1803   | 1835   | 1840   | 1845   | 1855   | 1860   | By         | 1769  | 1803  | 1835  | 1840   | 1845   | 1855   | 1860   |
| ------------- | ------ | ------ | ------ | ------ | ------ | ------ | ------ | ---------- | ----- | ----- | ----- | ------ | ------ | ------ | ------ |
| Altona        | 18.050 | 23.085 | 26.393 | 28.095 | 32.200 | 40.626 | 45.524 | Pinneberg  | -     | -     | 1.031 | 1.029  | 1.087  | 1.962  | 2.818  |
| Arensböck     | -      | -      | 934    | 1.019  | 1.194  | 1.568  | 2.048  | Plön       | 1.094 | 1.282 | 1.660 | 1.938  | 2.660  | 2.476  | 2.697  |
| Barmstedt     | -      | -      | 1.470  | 1.608  | 1.717  | 1.074  | 2.095  | Lunden     | -     | -     | 1.304 | 1.399  | 1.457  | 1.577  | 1.703  |
| Crempe        | 791    | 1.046  | 1.230  | 1.171  | 1.252  | 1.288  | 1.330  | Reinfeld   | -     | -     | 720   | 779    | 870    | 925    | 972    |
| Elmshorn      | -      | -      | 3.158  | 3.342  | 3.671  | 4.461  | 4.700  | Meldorf    | -     | -     | 2.852 | 2.975  | 3.059  | 3.295  | 3.318  |
| Glückstadt    | 2.483  | 5.178  | 5.988  | 5.939  | 5.884  | 6.145  | 5.752  | Neumünster | -     | -     | 3.772 | 4.120  | 4.705  | 5.960  | 6.830  |
| Heide         | -      | -      | 5.135  | 5.284  | 5.396  | 6.120  | 6.452  | Neustadt   | 1.405 | 1.596 | 2.452 | 2.617  | 3.007  | 3.545  | 3.662  |
| Heiligenhafen | 1.199  | 1.338  | 1.821  | 1.863  | 2.037  | 2.273  | 2.377  | Oldenburg  | 1.487 | 1.592 | 2.213 | 2.360  | 2.447  | 2.735  | 2.727  |
| Itzehoe       | 2.320  | 2.659  | 5.495  | 5.528  | 5.835  | 6.691  | 7.366  | Oldesloe   | 1.434 | 1.783 | 2.562 | 2.667  | 2.926  | 3.437  | 3.774  |
| Kellinghusen  | -      | -      | 880    | 925    | 1.452  | 1.744  | 2.009  | Rendsburg  | 3.586 | 7.373 | 9.947 | 10.009 | 10.338 | 11.782 | 10.702 |
| Kiel          | 6.667  | 7.075  | 11.622 | 12.341 | 13.572 | 16.274 | 17.541 | Segeberg   | 563   | 836   | 3.035 | 3.190  | 3.609  | 4.377  | 4.691  |
| Lütjenburg    | 1.006  | 1.296  | 1.876  | 2.012  | 2.109  | 2.199  | 2.243  | Uetersen   | -     | -     | 3.181 | 3.313  | 3.396  | 3.826  | 3.864  |
| Bramstedt     | -      | -      | 1.378  | 1.548  | 1.647  | 1.822  | 1.987  | Wandsbek   | -     | -     | 3.020 | 3.127  | 4.167  | 5.010  | 6.001  |
| Preetz        | -      | -      | 4.581  | 4.647  | 4.754  | 4.977  | 5.061  | Wilster    | 1.581 | 1.791 | 2.622 | 2.779  | 2.871  | 3.047  | 3.056  |

### Næringsliv
Næringslivet i Holsten var yderst sammensat og på mange områder præget af fremdrift.
Holstens industrielle og handelsmæssige udvikling falder i to, forholdsvis klart adskilte, dele i tidsrummet fra 1814 til 1864, nemlig tiden fra optagelsen i den tyske toldunion 1815 til 1838 og tiden efter 1838 frem til adskillelsen fra Danmark 1864. 1838 danner et afgørende skelsår derved, at Holsten indtil da i toldmæssig henseende blev anset for udland i forhold til de kongerigske egne og derfor var hæmmet i sine afsætningsmuligheder, hvorimod hertugdømmet derefter fik frie muligheder for at afsætte sine varer i de kongerigske egne, hvilket førte til et industrielt opsving og en afledt handel og skibsfart i denne retning.
Til belysning af befolkningens næringsmæssige fordeling gives forholdene i 1835, det vil sige inden toldreformen. Næringsfordelingen var da denne:
| Næringsvej                            | Antal   | Andel (%) |
| ------------------------------------- | ------- | --------- |
| Landbrugere                           | 121.154 | 27,67%    |
| Daglejere                             | 113.004 | 25,81%    |
| Håndværkere og fabrikanter            | 97.871  | 22,35%    |
| Handlende                             | 24.870  | 5,68%     |
| Kapitalister og pensionister          | 16.975  | 3,88%     |
| Fiskeri og søfart                     | 9.264   | 2,12%     |
| Civile embedsmænd                     | 9.875   | 2,26%     |
| Gejstlige og lærere                   | 7.438   | 1,70%     |
| Kunstnere, privatlærere og studerende | 4.264   | 0,97%     |
| Underofficerer og soldater            | 3.076   | 0,70%     |
| Officerer                             | 957     | 0,22%     |
| Ubestemt næringsvej                   | 3.578   | 0,82%     |
| Almissenydere                         | 22.406  | 5,12%     |
| Straffefanger                         | 865     | 0,20%     |
| I alt                                 | 435.596 | 99,50%    |

Landbruget spillede således ubestrideligt hovedrollen som næringsvej, men også andelen af håndværkere og fabrikanter var ganske høj, mens handel, fiskeri og skibsfart spillede en mindre rolle.

#### Landbrug
Til belysning af landbrugets rolle kan man se dels på dettes absolutte størrelse i Holsten, dels på Holstens andel af helstatens samlede landbrug:
| Afgrøde         | Udbytte 1847 (Tdr) | Andel i % af helstaten |
| --------------- | ------------------ | ---------------------- |
| Hvede           | 550.000            | 40,74%                 |
| Rug             | 800.000            | 17,02%                 |
| Byg             | 650.000            | 13,98%                 |
| Havre           | 1.500.000          | 22,56%                 |
| Ærter og bønner | 300.000            | 26,09%                 |
| Boghvede        | 200.000            | 33,33%                 |
| Afgrøder i alt  | 4.000.000          | 20,94%                 |
| Husdyr          | Antal 1845         | Andel i % af helstaten |
| Køer            | 169.000            | 18,78%                 |
| Heste og føl    | 61.000             | 13,32%                 |
| Får             | 139.000            | 9,34%                  |

Tallene kan ses i forhold til, at Holsten udgjorde 15,3% af helstatens samlede landområde. Det viser sig da, at Holstens andel var højere for alle afgrøder fraset byg i forhold til dets andel af landområdet, mens andelen af husdyr kun for kvægets vedkommende var større end Holstens andel af landområdet. Kornavl spillede således en hovedrolle i holstensk landbrug.
Gennem hele Holstens historie (frem til 1864 og også derefter) var den vigtigste næringsvej i hertugdømmet landbrug; traditionelt lagdes særlig vægt på mejeridrift. I den egentlige marsk opkøbte man hvert år kvæg, som man lod græsse sommeren over, hvorefter det atter blev solgt. Markerne, de såkaldte koppeln (der har lagt navn til den særlige driftsform kobbelbrug), hvori jorden var inddelt, var omgivet af høje levende hegn.
I 1796 foretog gehejmestatsminister C.D.F. Reventlow på vegne af Landbokommissionen en rejse i hertugdømmerne, bl.a. med henblik på at undersøge skovenes tilstand og at finde opbakning til landboreformerne. Charlotte Schimmelmann skrev til Reventlows søster, Louise zu Stolberg-Stolberg, at han havde til hensigt at få de konservative holstenske godsejere til at falde til patten og acceptere en ophævelse af livegenskabet. Kampagnen var bl.a. rettet mod grev Christian Ulrich von Brockdorff på Kletkamp, som Reventlow besøgte den 8. oktober. Reventlows mission lykkedes: Alle landsdelens godsejere – og ikke kun ridderskabet – støttede en ophævelse af livegenskabet, men de mente dog, at det skulle foregå i et roligt tempo. Den 11. marts 1797 kunne kommissionen meddele resultatet til kronprins Frederik, landets reelle magthaver, som 23. juni takkede for indsatsen.

#### Hvalfangst
Hvalfangst og sælfangst på Grønland spillede en betydelig rolle i Uetersen, Elmshorn, Glückstadt, Itzehoe, Beidenfleth og Brunsbüttel i 1850'erne og 1860'erne, da de gamle nordfarersteder Nederlandene, Hamborg og Altona for længst havde afviklet denne fangst.

#### Industri
Et industrielt fremskridt skete ved oprettelsen af en klædefabrik ved brødrene Renck i Neumünster, der i 1824 anskaffede den første dampmaskine, og ved den i 1827 af Marcus Hartwig Holler jernværks- og maskinfabrik Carlshütte i Büdelsdorf ved Rendsburg. I 1867 fandtes 19 jernværker og 45 maskinfabrikker i hertugdømmet, fortrinsvis i Altona, Neumünster, Kiel, hvor Schwessels jernstøberi havde 125 ansatte, Wandsbek og Rendsburg. Skibsbyggeri spillede en betydelig rolle i Altona, Kiel, Itzehoe, Neustadt samt Schulau ved Blankenese.
Teglbrænderier fandtes i stort tal i Nordditmarsken, især i Hannstedt og Tellingstedt sogne og i omegnen af Heide, desuden i den sydlige del af Pinneberg, Trittau Amt og egnen omkring Kiel, endvidere i egnen omkring Uetersen, hvor A. Jencquels teglbrænderi i Mooregge i 1844 havde 44 ansatte og producerede 1.850.000 sten, samt H. Keltrings i Wisch ved Krück å, der i 1844 producerede omkring 1.000.000 sten.
Tobaksfabrikationen var især samlet i Altona med 19 fabrikker, hvoraf den største var N. Knauers med 120 ansatte i 1844 og en produktion på 64.226 pund cigarer, 1.079.194 pund røgtobak, 64.226 pund skråtobak og 110.000 pund snustobak.
I Altona fandtes fem hattefabrikker med i 1844 67 ansatte, desuden i Kiel H.M. Jungjohans hattefabrik med i 1844 12 ansatte.
Altona havde 16 garverier med 99 ansatte i 1844, og i Wandsbek lå en læderfabrik med tilhørende barkmølle og 40 ansatte.
Klædeproduktionen var altovervejende samlet i Neumünster med 65 dugmagermestre og i alt 349 voksne og 134 børn ansat og to store fabrikker, Brødrene Rencks fabrik med 176 voksne og 10 børn ansat og Mesdorffs fabrik med 52 voksne og 18 børn ansat.
Sukkerproduktionen steg betydeligt efter gennemførelsen af toldloven i 1838: i 1838 havde der i Holsten kun været 2 sukkerfabrikker med en samlet produktion på 231.500 pund sukker og 90.000 pund sirup, i 1842 var antallet steget til 10 sukkerfabrikker med en samlet produktion på 2.717.737 pund sukker og 713.746 pund sirup (hvortil kom yderligere en fabrik i Altona). Af de 11 holstenske sukkerfabrikker lå 4 i Glückstadt, 2 i Itzehoe, 2 i Kiel, 1 i Heide, 1 i Uetersen og 1 i Altona.
Saltraffinaderier fandtes i Itzehoe og Rendsburg.
Et mindre glasværk lå i Wulfsfelde ved Hamborg.
Papirfabrikation med maskine til fremstilling af papir uden ende fandtes i Oldesloe.
I Altona lå to kemiske fabrikker til fremstilling af blandt andet farmaceutiske produkter og en fabrik til fremstilling af blyhvidt og cromgult.

#### Handel
Handelen var præget af udførsel af landbrugsprodukter som korn, smør, spæk og kvæg, mens råvarer som kul, jern, bomulds- og uldtøjer samt luksusvarer som te, kaffe, vin og sukker vejede til blandt indførselsvarerne. Vigtige handelscentre var Altona, Glückstadt og Itzehoe samt Kiel, blandt indlandsbyer var Rendsborg ene om en vis betydning som handelsby.
Til belysning af udviklingen i Holstens ind- og udførsel kan omfanget i rigsdaler for 1847, 1852 og 1855 anføres for følgende steder:
| Samhandelspartner   | Indførsel 1847 | Udførsel 1847 | Indførsel 1852 | Udførsel 1852 | Indførsel 1855 | Udførsel 1855 |
| ------------------- | -------------- | ------------- | -------------- | ------------- | -------------- | ------------- |
| Hamborg             | 5.712.637      | 4.618.866     | 5.795.582      | 6.088.484     | 7.703.540      | 8.299.272     |
| Altona og Wandsbeck | 2.170.527      | 6.809.020     | 2.223.152      | 2.180.021     | 3.180.729      | 3.872.022     |
| England             | 315.422        | 701.671       | 255.157        | 1.252.589     | 724.213        | 971.675       |
| Lübeck              | 626.578        | 361.486       | 525.186        | 414.312       | 577.282        | 867.014       |
| Hannover og Bremen  | 260.745        | 205.996       | 234.036        | 290.737       | 414.467        | 308.509       |
| Sverige-Norge       | 523.669        | 137.341       | 384.385        | 78.514        | 360.725        | 94.495        |
| Holland og Belgien  | 67.131         | 532.353       | 16.624         | 554.529       | 19.341         | 379.415       |
| Preussen            | 44.797         | 217.207       | 65.219         | 163.671       | 42.679         | 186.862       |
| Mecklenburg         | 11.402         | 309.397       | 16.173         | 240.075       | 24.668         | 186.663       |
| Amerika fraset DVI  | -              | 1.255         | 14             | -             | 164.892        | 302           |
| Frankrig            | 22.965         | 148.746       | 1.653          | 24.675        | -              | 34.530        |
| Rusland             | 480.015        | 12.104        | 213.921        | 40.749        | 11.153         | 583           |
| Island              | 108.191        | 4.646         | 88.049         | 12.608        | 4.775          | -             |
| Dansk Vestindien    | 12             | 1.137         | 2.180          | -             | -              | -             |
| Middelhavslandene   | -              | 675           | -              | -             | -              | -             |
| Andre               | 125.236        | 166.572       | 115.355        | 121.761       | 169.679        | 149.728       |
| I alt               | 10.469.327     | 14.231.472    | 9.936.686      | 11.462.725    | 13.398.143     | 15.351.070    |

Tallene viser for det første Hamborgs helt overvældende rolle for Holsten såvel med hensyn til indførsel som udførsel. Dertil kom den store rolle, som Altona og Wandsbeck spillede. Englands betydning var tiltagende, mens blandt andet Sverige-Norges, Ruslands og Islands rolle aftagende. Udprægede udførselslande var Mecklenburg, Preussen, Holland-Belgien, udprægede indførselslande var Rusland og Sverige-Norge; Lübeck skiftede fra indførselsland til udførselsland. For Hamborg, Antona og Wandsbeck, Hannover og Bremen var der nogenlunde lige stor ind- og udførsel. Endelig er det værd at bemærke, at Holsten havde vedvarende overskud i udenrigshandelen.

#### Pengevæsen
Frem til 1813 regnede man både i kongeriget og i hertugdømmerne med kurantrigsdalere i henhold til et reglement af 4. maj 1695, men ved forordning af 29. februar 1788 gennemførtes for hertugdømmernes vedkommende en møntforandring til slesvig-holstensk kurant, og ved forordning af 5. januar 1813 indførtes en speciesmøntfod (rigsbankmøntfod) i kongeriget, der også skulle gælde for hertugdømmerne. Dette forhindrede dog ikke, at hertugdømmerne var "aldeles oversvømmede af fremmede Penge, især slet fremmed Skillemynt, som hobeviis føres ind i samme, medens den fortrinlige Speciesmynt gaaer ud af Landet." Møntprægning skete (foruden i København, hvis møntmærke var - og endnu er - et hjerte) i Altona (Altonas møntmærke var et rigsæble). I 1770-71 blev der opført en kgl. møntbygning i Altona tegnet af Johann Gottfried Rosenberg.

### Samfærdsel
Tiden prægedes af en kraftig forbedring af samfærdselsforholdene.

#### Vejnettet
Vejnettet var inddelt i tre typer: hovedlandeveje, mindre landeveje og biveje. Hovedlandevejene skulle som hoveregel være 16 alen brede mellem grøfterne, men kunne efter omstændighederne være 14 eller 12 alen brede. De skulle være chausseer bestående af sten og grus, men hvis sten ikke fandtes i nærheden, hvor der var mangel på arbejdere, hvor kørslen var ubetydelig og jordbunden hård, kunne der gøres undtagelser og vejen anlægges med ler og grus. De mindre landeveje skulle have en bredde på 12-14 alen. Arbejdet med deres vedligeholdelse var fastsat ved Vejforordningen for Hertugdømmerne af 1. marts 1842. Biveje skulle kun have en bredde på 8 alen.
I Holsten var følgende veje udlagt som hovedlandeveje:
1. Vejen fra Kiel over Neumünster til Altona
2. Vejen fra Schiffbeck til Sande
3. Vejen fra Eckernschmiede (ved grænsen til Lübeck) over Oldesloe og Rethforth til Schnelsen (ved Kieler-Altona chausseen)
4. Vejen fra Kiel til Levensau
5. Vejen fra Elmshorn over Steinburg til Itzehoe, og til Glückstadt over Krempe
6. Vejen fra Neustadt over Ahrensböck og Segeberg til Rethforth med en sidegren til chauseen fra Eutin til Lübeck
7. Vejen fra Itzehoe til Rendsburg
8. Vejen fra Itzehoe over Neudorf og Heide til Wöhrdener havn
9. Vejen fra Heide til Frederiksstad
10. Vejen fra Meldorf over Marne til Brunsbüttel
11. Vejen fra Elmshorn over Uetersen og Wedel til Altona
12. Vejen fra Oldenburg til Heiligenhafen
13. Vejen fra Kiel over Preetz og Plön til Dodau
14. Vejen fra Lütjenburg til Plön med en sidegren fra Grebin til Eutin.[44]

Vejvæsenet i hertugdømmerne hørte under den slesvig-holstenske regering, der dog hørte under det slesvig-holstenske kancelli.
Fra 1830 til 1832 anlagdes en chaussé fra Altona til Kiel, 1838 strækningen fra Lübeck til Altona (med forbindelse til Hamborg), indtil 1848 strækningerne Elmshorn-Itzehoe-Rendsburg, Kiel-Egernførde, Kiel-Preetz, Altona-Segeberg-Neustadt, Ahrensburg-Wandsbek, 1858 chausseen fra Itzehoe gennem Wilstermarsch og Ditmarsken til Wedel, Uetersen og Glückstadt.

#### Jernbaner
Jernbanerne blev anlagte af private aktieselskaber. Der anlagdes tre jernbaner: den 18. september 1844 åbnedes "Christian den 8.s Østersøbane" mellem Altona og Kiel over Elmshorn, Wrist og Neumünster som den første banestrækning i Helstaten. Den 19. juli 1845 åbnedes sidebanen Elmshorn-Glückstadt og den 18. september 1845 åbnedes Neumünster-Rendsborg og i 1857 åbnedes Glückstadt-Itzehoe.
Banen mellem Kiel og Altona var tænkt som en transitbane mellem Elben og Østersøen, men i begyndelsen spillede transittrafikken en mindre rolle: i 1845 udgjorde antallet af rejsende i alt 372.182 personer. Til Altona rejste 128.609 personer, men kun 27.624 (21,5%) kom fra Kiel. Til Kiel rejste 48.528 personer, heraf 27.076 (55,8%) fra Altona. Således var 317.482 (85,3%) af de rejsende på kortere strækninger, heraf skete 177.137 rejser (47,6%) til en af de to endestationer. Næsten halvdelen af banens indtægter stammede fra godstransport.

#### Flodfart
Mellem 1777 og 1784 anlagdes Den Slesvig-Holstenske Kanal, fra 1853 Ejderkanalen som en betydelig vandvej. Den strakte sig fra Holtenau ved Kielerfjorden til Tønning ved Ejderens munding. Den egentlige kanalstrækning var 43 km, den samlede vandvej 180 km. Kanalen blev fortrinsvis brugt af små og mellemstore fartøjer, skønt skibe med indtil 16 fods dybde, 100 fods længde og 26 fods bredde kunne besejle kanalen. Kanalen forbandt Vesterhavet med Østersøen, men det kunne tage 10-14 dage, nogen gange endda 4-5 uger at passere gennem kanalen fra Kiel til Hamborg.
Endnu eksisterede den gamle Stecknitzkanal, men med sine 17 sluser, hvor det kunne tage 1-2 dage at passere, og med sin beskedne størrelse, der kun tillod mindre skibe at passere, spillede den kun en ubetydelig rolle for fragtfarten.

#### Havne
De vigtigste havne var Brunsbüttel, Glückstadt, Burg, Büsum og Altona i vest, Kiel, Orth, Heiligenhafen og Neustadt ved Østersøen; desuden var Rensborgs havn ved Kielerkanalen betydelig.

### Uddannelse og kultur
Allerede i 1665 oprettede hertug Christian Albrecht af Slesvig-Holsten-Gottorp (1641-1694) "Christiana Albertina" som universitet for hertugdømmerne Slesvig og Holsten i Kiel. Universitet fik en stor rolle som arnested for en bevægelse for forening af de to hertugdømmer. I 1820'erne havde universitetet omkring 400 studerende.
Videregående skoler fandtes i 1855 i Altona, Glückstadt, Kiel, Meldorf, Plön og Rendsburg.
Der fandtes i hertugdømmet 1.052 folkeskoler med 1.060 lærere.
1833 oprettedes "Schleswig-holstein-lauenburgische Gesellschaft für vaterländische Geschichte".

### Politik
Det slesvig-holstenske ridderskab spillede en betydelig rolle som murbryder for indførelsen af de rådgivende stænderforsamlinger i 1834, hvoraf den for Holsten fik hjemsted i Itzehoe. Som landsherre for Hertugdømmerne Holsten og Lauenburg var den danske konge medlem af forbundsrådet for det Tyske Forbund, hvor Holsten og Lauenborg tilsammen havde 3 stemmer, i "Engeren Rat" dog 1 stemme.
I 1848 udbrød åbent oprør, der blev slået ned i Treårskrigen. Forsøg på at indføre en fællesforfatning for Danmark og Slesvig-Holsten blev stoppet af modstand fra Holstens stænderforsamling, der støttedes af Østrig og Preussen, som erobrede Slesvig og Holsten 1864, som i 1867 blev til den preussiske provins Schleswig-Holstein.